# Държавно устройство на Източен Тимор
Източен Тимор е парламентарна република.

## Законодателна власт
Законодателната власт е представена от еднокамарен парламент, съставен от 65 депутати, избирани по пропорционална система с 3% изборен праг. Изборите се провеждат на всеки 5 години.